# الموسيقى الكارناتيكية
موسيقى كارناتيك  أو كارناتاكا سامغيتا أو كارناتاكا سانغيتام هو نوع موسيقي يوجد في جنوب الهند، بما في ذلك الولايات الهندية الحديثة من ولاية أندرا برديش، تيلانغانا وكارناتاكا وكيرلا وتاميل نادو، وكذلك سريلانكا. يعد واحد من فرعي الموسيقى الهندية الكلاسيكية الرئيسيين التي تطورت من التقاليد الهندوسية القديمة، أما الفئة الفرعية الأخرى فهي موسيقى كلاسيكية هندوستانية، والتي ظهرت كشكل متميز بسبب التأثيرات الفارسية والإسلامية من شمال الهند.
يكون التركيز الرئيس في الموسيقى الكارناتيكية على الموسيقى الصوتية؛ إذ تكتب معظم المؤلفات لتُغنّى، وحتى عندما تُعزف على الآلات، فمن المفترض أن تُؤدّى بأسلوب الغاياكي (الغناء).
على الرغم من الاختلافات في الأسلوب، فإن العناصر الأساسية لشروتي (النغمة الموسيقية النسبية) وسوارا (الصوت الموسيقي لنغمة واحدة) وراغا (النمط أو æ الصيغة اللحنية) وتالا (الدورات الإيقاعية) تشكل الأساس الذي يقوم عليه الارتجال والتأليف في كل من الموسيقى الكارناتيكية والهندوستانية. على الرغم من أن الارتجال يلعب دورًا مهمًا، فإن الموسيقى الكارناتيكية تُغنى بشكل أساسي بمؤلفات موسيقية، خصوصًا الكريتي (أو الكيرتانام)، وهو شكل طوّره ملحنون بين القرنين الرابع عشر والعشرين مثل بوراندارا داسا وثالوث الموسيقى الكارناتيكية. تُعلَّم الموسيقى الكارناتيكية من خلال المؤلفات.
عادة ما تؤدي الموسيقى الكارناتيكية مجموعة صغيرة من الموسيقيين، تتألف من مؤدٍ رئيس (عادة ما يكون مغنيًا)، ومرافقة لحنية (عادة آلة الكمان)، ومرافقة الإيقاع (عادة المريدانجام)، وتمبورا الذي يكون مثل اللحن الرتيب طوال الأداء. تتضمن الأدوات النموذجية الأخرى التي تستخدم في العروض، الغاتام والكانجيرا والمورسينغ وفلوت الفينو والفيينا والشيترافيينا. يوجد أكبر حشد للموسيقيين الكرناتيكيين في مدينة تشيناي. تقام مهرجانات مختلفة للموسيقى الكارناتيكية في جميع أنحاء الهند وخارجها، بما في ذلك موسم مادراس الموسيقي، الذي يعتبر من أكبر الأحداث الثقافية في العالم.

## الأصول والمصادر والتاريخ
مثل كل أشكال الفن في الثقافة الهندية، يُعتقد أن الموسيقى الكلاسيكية الهندية هي شكل من أشكال الفن الإلهي الذي نشأ من الديفاس والديفيس (الآلهة الهندوسية والآلهات)، وتبجَّل باعتبارها رمز نادا براهمان. تصف الأطروحات القديمة أيضًا ارتباط أصل السواراس، أو النوتات، بأصوات الحيوانات والطيور والجهود التي يبذلها الإنسان لمحاكاة هذه الأصوات عبر إحساس شديد بالملاحظة والتصور. يتكون السما فيدا، الذي يُعتقد أنه وضع الأساس للموسيقى الكلاسيكية الهندية، من ترانيم من الريغفيدا، مضبوطة على الألحان الموسيقية التي ستُغنّى باستخدام ثلاث إلى سبع نغمات موسيقية خلال فيديك ياجناس. يذكر الياجور فيدا -الذي يتكون أساسًا من صيغ القرابين- الفيينا كمرافق للتلاوات الصوتية. يُشار إلى الموسيقى الكلاسيكية الهندية في العديد من النصوص القديمة، بما في ذلك الملحمات مثل الرامايانا وماهاباراتا. يذكر الـ Yajnavalkya Smriti: «الشخص المتمكن في الفيينا، والذي لديه معرفة بالسروتيس والماهر في تالا، يحصل على التحرر (الموكشا) دون شك». تعتمد الموسيقى الكارناتيكية كما هي اليوم على مفاهيم موسيقية (بما في ذلك السوارا والراغا والتلا) التي وُصفت بالتفصيل في العديد من الأعمال القديمة، لا سيما في ناتيا شاسترا الخاصة ببهاراتا وسيلاباديكارام لإيلانغو أديغال.
نظرًا للتأثيرات الفارسية والإسلامية في شمال الهند منذ القرن الثاني عشر وما بعده، بدأت الموسيقى الكلاسيكية الهندية تتحول إلى نمطين مختلفين، هما الموسيقى الهندوستانية والموسيقى الكارناتيكية. شرحت التعليقات وغيرها من الأعمال -مثل سانغيتا راتناكارا لشارنغاديفا- بمزيد من التفصيل حول المفاهيم الموسيقية الموجودة في الموسيقى الكلاسيكية الهندية. بحلول القرنين السادس عشر والسابع عشر، كان هناك ترسيم واضح بين الموسيقى الكارناتيكية والهندوستانية؛ فظلت الموسيقى الكارناتيكية غير متأثرة نسبيًا بالتأثيرات الفارسية والعربية. في هذا الوقت، ازدهرت الموسيقى الكارناتيكية في فيجاياناغارا، بينما وصلت إمبراطورية فيجاياناغار إلى أقصى حد لها. صاغ بوراندارا داسا، المعروف بـ«أب (بيتاماها) الموسيقى الكارناتيكية»، النظام الذي يشيع استخدامه لتعليم الموسيقى الكارناتيكية. ابتكر فينكاتاماكين وألف صيغة نظام الميلاكارتا لتصنيف راغا في أعماله السنسكريتية، التشاتورداندي براكاسيكا (1660 م). تشتهر جوفينداتشاريا بتوسيع نظام ميلاكارتا ليصبح مشروع سامبورنا راجا، وهو النظام الذي يشيع استخدامه اليوم.
حطبت الموسيقى الكارناتيكية برعاية الملوك المحليين لمملكة ميسور، ومملكة ترافنكور، وحكام ماراثا في تانجور في القرنين الثامن عشر والعشرين. لوحظ أن بعض ملوك الممالك ميسور وترافانكور كانوا هم أنفسهم ملحنين وبارعين في العزف على الآلات الموسيقية، مثل الفيينا، والرودرا فينا، والكمان، والغاتام، والفلوت، وميردانجام، والناغازوارا والسوارباهات. من بين موسيقيي المحاكم المشاهير الذين يتقنون الموسيقى كان فييني شيسانا (1852-1926) وفييني سوبانا (1861-1939).
مع انحلال الولايات الأميرية السابقة وحركة الاستقلال الهندية التي وصلت إلى نهايتها في عام 1947، مرت الموسيقى الكارناتيكية بتحول جذري تحت رعاية الفن الجماهيري من خلال العروض المميزة التي نظمتها مؤسسات خاصة تسمى ساباس. خلال القرن التاسع عشر، ظهرت مدينة تشيناي (المعروفة آنذاك باسم مادراس) مكانًا للموسيقى الكارناتيكية.

## طبيعة الموسيقى الكارناتيكية
التركيز الرئيس في الموسيقى الكارناتيكية هو على الموسيقى الصوتية؛ تكتب معظم المؤلفات لتُغنّى، وحتى عندما تُعزف على الآلات، فمن المفترض أن تُؤدّى بأسلوب الغاياكي (الغناء). فالموسيقى الكارناتيكية، شأنها شأن الموسيقى الهندوستانية، تستند إلى عنصرين رئيسين: راجا، الأساليب أو الصيغ اللحنية، وتالا، الدورات الإيقاعية.
اليوم، يقدم الموسيقيون الموسيقى الكارناتيكية في الحفلات الموسيقية أو التسجيلات الصوتية، إما بشكل صوتي أو من خلال الآلات. الموسيقى الكارناتيكية نفسها تطورت حول أعمال أو مؤلفات موسيقية من ملحنين رائعين.

## الملحنون البارزون
هناك العديد من الملحنين في الموسيقى الكارناتيكية. يشار إلى بوراندارا داسا (1484-1564) باسم بيتاماها (الأب أو الجد) للموسيقى الكارناتيكية؛ لأنه صاغ الدروس الأساسية في تدريس الموسيقى الكارناتيكية، وتكريمًا لإسهامه الكبير في الموسيقى الكارناتيكية. أنشأ تمارين متدرجة تعرف باسم سوارفاليس وألانكاراس، وفي الوقت نفسه، قدّم الراغا مايامالافاغولا بصفته أول مقياس يتعلمه المبتدئين. وألّف غيتاس (أغاني بسيطة) للطلاب المبتدئين.
يُعتَبر المعاصرون تيغاراجا (1767-1847) وموثوسوامي ديكشيتار (1776-1835) وسياما ساستري (1762-1827) بمثابة ثالوث الموسيقى الكارناتيكية نظرًا لجودة مؤلفات سياما ساستري، والأنواع من مؤلفات وموثوسوامي ديكشيتار، وإنتاج تايغاراجا الغزير في تأليف الكريتيس.
من أبرز الملحنين قبل ثالوث الموسيقى الكارناتيكية أروناتشالا كافي، وأناماشاريا، ونارايانا ثيرثا، وفيجايا داسا، وجاغاناثا داسا، وغوبالا داسا، وبهادراتشالا راماداس، وساداسيفا براهامندرا، وأوتوكادو فينكاتا كافي. ومن الملحنين الآخرين سواثي ثيرونال، وغوبالاكريشنا بهاراثي، ونيلكانتا سيفان، وباتنام سوبرامانيا إيير، وميسور فاسودفاكر، وكوتييسوارا إيير، ومثياه بهاغافاثار، وسوبرامانيا باراثيار، وكالياني فاراداراجان، وباباناسام سيفان. يقدّم فنانو اليوم مؤلفات هؤلاء الملحنين بشكل متكرر.
غالبًا ما استلهم ملحنو الموسيقى الكارناتيكية من الإخلاص الديني، وكانوا عادةً علماء يتقنون لغة أو أكثر من الّلغات مثل الكانادا أو المالايالامية أو السنسكريتية أو التاميل أو تيلوغو. عادةً ما كانت تتضمن توقيعًا يدعى مودرا في مؤلفاتهم. على سبيل المثال، تحتوي جميع أغاني تاياغاراجا (الذي ألّف بلغة تيلوغو) على كلمة تاياغاراجا فيها، وجميع أغاني موثوسوامي ديكشيتار (الذي ألّف باللغة السنسكريتية) على كلمات غوروغوها فيها، وأغاني سياما ساستري (الذي ألّف بلغة تيلوغو) تحمل كلمات سياما كريشنا فيها، وجميع أغاني بورانداراداسا (الذي ألّف بلغة كانادا) تحمل كلمات بوراندارا فيتالا، في حين أستخدم غوبالاكريشنا بهاراثي (الذي ألّف بلغة التاميل) توقيع غوبالاكريشنان في مؤلفاته. باباناسام سيفان، الذي سُميّ باسم تاياغاراجا التاميلي للموسيقى الكارناتيكية التي تتألف بلغة التاميل والسنسكريتية، واستخدم توقيع راماضاسان في مؤلفاته.